# SN 2009kv
SN 2009kv – supernowa typu Ia odkryta 18 października 2009 roku w galaktyce A022106-0501. W momencie odkrycia miała maksymalną jasność 21,20m.